# Ašur-nadin-ahe II.
Ašur-nadin-ahe II. (akadsko Aššur-nādin-ahhē II) je bil kralj Asirije, ki je vladal od 1393 do 1383 pr. n. št. Šteje se za zadnjega kralja Starega asirskega cesarstva. 
Njegov predhodnik je bil Ašur-rim-nišešu, naslednik pa brat Eriba-Adad I., prvi kralj Srednjega asirskega cesarstva.
Ašur-nadin-ahe je asirsko osebno ime, ki v akadščini  pomeni  "bog Ašur je dal brata". V 15. ali zgodnjem 14. stoletju pr. n. št. sta vladala dva kralja s tem imenom. O nobenem ni skoraj nič znanega.  Eden od njiju je omenjen v enem od Amarnskih pisem. V pismu Ašur-ubalita Asirskega faraonu Egipta (EA 16) je Ašur-nadin-ahe omenjen kot Ašur-ubalitov predhodnik, ki je pisal v Egipt in od tam dobil zlato. To bi lahko pomenilo diplomatsko poroko in zavezništvo med Asirijo in Egiptom v času njegove vladavine. Ime Ašur-nadin-ahe, omenjeno v EA 16, je bilo nedavno izpodbijano kot napačno zapisano ime asirskega kralja  Ašur-nadin-aplija.